# Edwin Brienen

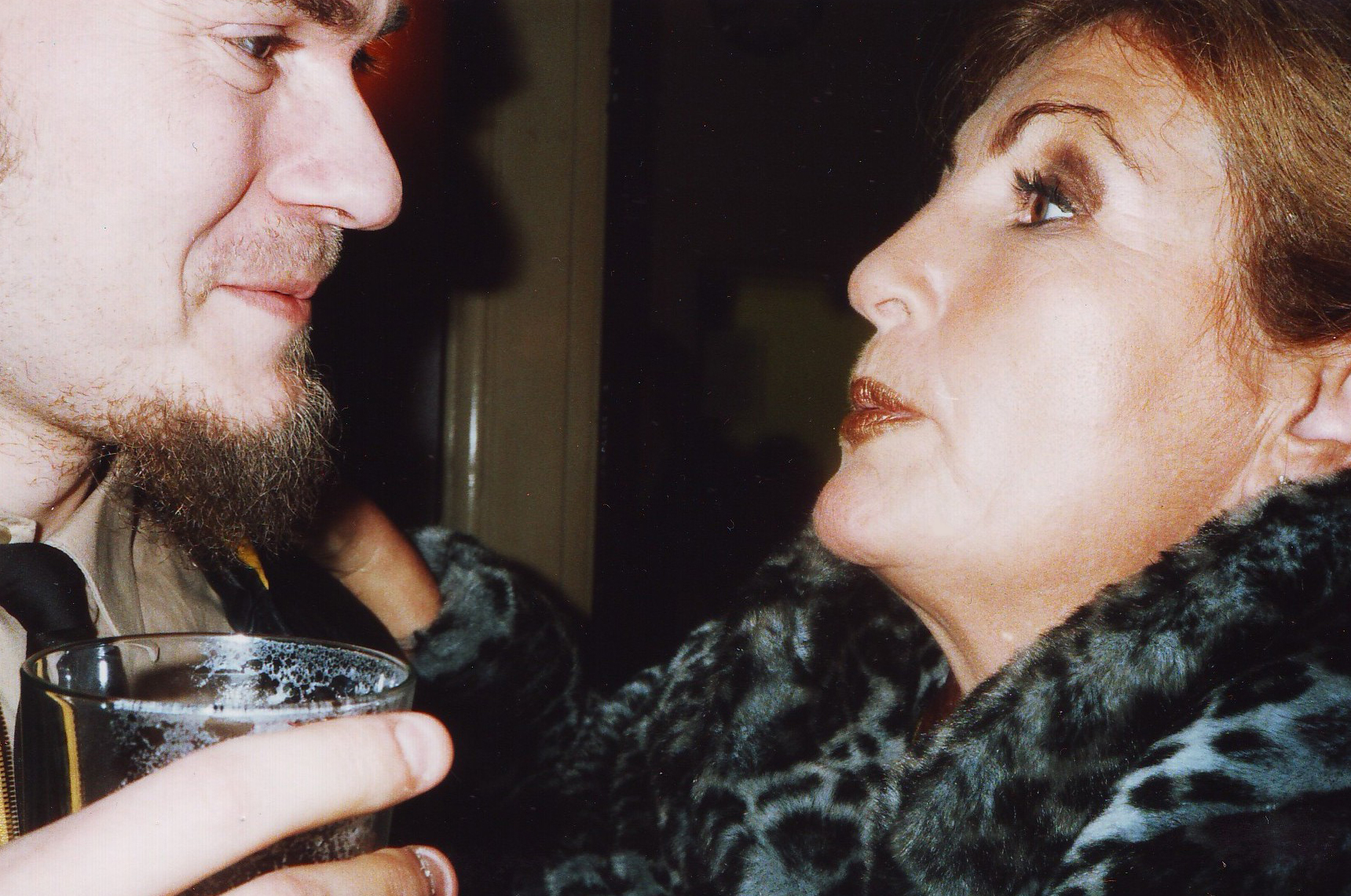
Brienen met Marjol Flore in 2005

Edwin Brienen (Alkmaar, 15 juni 1971) is een Nederlands filmregisseur, acteur, producer, journalist en radiopresentator. Bekend is hij in Nederland van zijn radioprogramma's in de jaren negentig voor de VPRO op Radio 3 (later 3FM). 

## Leven
Al op jonge leeftijd werkt hij mee aan het radioprogramma Een klap op je kop dat begin jaren tachtig wordt uitgezonden door de VPRO op (toen nog) Hilversum 1. Ook zit hij in het koor van Kinderen voor Kinderen. Brienen studeert filosofie en psychologie aan de universiteit van Utrecht en aan de Erasmus Universiteit Rotterdam. In 1993 komt hij in dienst van de Nederlandse radio- en televisieomroep VPRO. Zes jaar presenteert Brienen prime-time op Radio 3FM onder meer de wekelijkse programma's De Moordlijst (alternatieve albumhitlijst) en Koud Zweet. Zijn shows zijn vaak het middelpunt van controverse, met name een geënsceneerde zelfmoord in het programma Vacuüm. Brienen is initiator van de X-Rated Porno Extravaganzas, een multimediaspektakel dat kunst en porno samenbrengt. Ook schrijft hij in de jaren negentig bijdragen voor muziektijdschriften als Opscene en OOR. Hij is te zien als presentator van het Amsterdamse cult-televisieprogramma Ultra Vista!. Tijdens een twee jaar durende afwezigheid bij de VPRO regisseert Brienen de veelbesproken televisieprogramma's Buch, Burgers & Buitenlui en Hoe Hoort het Eigenlijk? met Menno Buch en Theo van Gogh.

## Filmcarrière

### Begin
In 2001 schrijft, regisseert en produceert hij zijn debuutfilm Terrorama!, een donker verhaal over zes getraumatiseerde personen, allen op zoek naar 'individuele vrijheid'. Die menen zij te vinden in een daad van terreur: de ontvoering van de bekende televisiepresentator Gerard van Dongen. De film wordt niet toegelaten tot het Nederlands Film Festival, omdat men daar de kwaliteit te laag vindt. Weekblad Nieuwe Revu reageert op de kwestie met een vijf pagina's tellend artikel, getiteld "Verboden voor alle leeftijden". Op het Melbourne Underground Film Festival wint de film voor 'Best Gratuitous Use of Sex'. Esther Eva Verkaaik ontvangt voor haar rol de prijs voor 'best actress' op het Toronto Independent Film Festival 2002. In hetzelfde productiejaar als Terrorama! keert Brienen terug bij de VPRO en produceert hij in september een reportage voor die omroep over de New Yorkse undergroundscene. Daar is hij getuige van de terreuraanslag op het World Trade Center, reden waarom hij de New Yorkse première van Terrorama! moet afgelasten. Brienens laatste Nederlandstalige film Both Ends Burning wordt gedraaid in 2004. Brienen woont dan al enige tijd in Berlijn en maakt sindsdien Duits- of Engelstalige films, vaak met internationaal bekende acteurs. Tijdens het Brienen Festival in het Amsterdamse Filmtheater Kriterion zijn Brienens eerste vier films te zien.

### Berlijnse films
De ruzie met het Nederlands Film Festival wordt bijgelegd en Last Performance gaat in september 2006 tijdens de 26e editie van het festival in première. Ironisch genoeg heeft de film geen enkele Nederlandse invloed: de Engelstalige film wordt in Berlijn en New York gedraaid. In 2008 werkt Brienen samen met de Oostenrijkse acteur Erwin Leder, bekend uit onder meer Das Boot en de Amerikaanse cultfilm Underworld. De twee leren elkaar kennen tijdens de opnamen van de Duitse speelfilm Chien Fuck, waarin Brienen een hoofdrol speelt. Leder speelt in L'amour toujours een obsessief regisseur, die verdacht veel trekjes van Brienen heeft. Na Revision - Apocalypse II in 2009 besluit Brienen zich voorlopig toe te leggen op Duitstalige films. In 2009 maakt hij Viva Europa! in het kader van '20 Jahre Mauerfall'. De film gaat in première in de prestigieuze Volksbühne in Berlijn en is een enorm succes. Het uit 2011 stammende Lena will es endlich wissen is een in jarenzeventigstijl gedraaide comedy gedrenkt in melancholie, en kan gezien worden als Brienens meest commerciële film tot dusver.

## Filmografie

### Speelfilms
- God (2016)
- Exploitation (2012)
- Lena will es endlich wissen (2011)
- Revision - Apocalypse II (2010)
- Viva Europa! (2009)
- Phantom Party (2009)
- L'amour toujours (2008)
- I'd Like to Die a Thousand Times (2007)
- Last Performance (2006)
- Edwin Brienen's Hysteria (2006)
- Warum Ulli sich am Weihnachtsabend umbringen wollte (2005)
- Both Ends Burning (2004)
- Lebenspornografie (2003)
- Antifilm (2002)
- Terrorama! (2001)

### Korte films en andere projecten
- Freier Fall - eisern einsam ist der Rummelkäpt'ns Weg (2009, korte film)
- Ich fang den Schuss mit meinem Gehirn (2007, documentaire)
- U zij de Glorie (2006, korte film)
- My First Show (2006, korte film)
- Das absolut Böse (2005, korte film)

## Radioprogramma's (presentatie)
- CBS Prime (2008, CBS)
- 3voor12FM (2002-2003, VPRO)
- XTRMNTR (2001-2004, VPRO)
- Club Lek (2001, VPRO)
- Koud Zweet (1997-1998, VPRO)
- De Avonden (1996-1997, VPRO) (als verslaggever)
- Kamikaze 2000 (1995-1997, VPRO)
- Dance Tracks (1995, TROS)
- Duivelskruid (1995, VPRO)
- Vacuüm (1994-1995, VPRO)
- De Moordlijst (1993-1997, VPRO)
- Villa 65 (1993-1996, VPRO)
- Zone (1992-1993, VPRO)
- Een klap op je kop (1981, VPRO)